# Estación de Torre del Bierzo
Estación de Torre del Bierzo vasútállomás Spanyolországban, Torre del Bierzo településen.

## Vasútvonalak
Az állomást az alábbi vasútvonalak érintik:
- León-A Coruña-vasútvonal

## Kapcsolódó állomások
A vasútállomáshoz az alábbi állomások vannak a legközelebb:
- Estación de Bembibre